# Cratere Compton
Compton è un grande cratere lunare di 164,63 km situato nella parte nord-occidentale della faccia nascosta della Luna, ad est del Mare Humboldtianum ed a sud-ovest del cratere Schwarzschild. Più a sud-est vi è il cratere Swann, fortemente eroso.
Questa formazione è approssimativamente circolare, con un largo bordo irregolare, che varia notevolmente in spessore. Lungo parte delle pendici interne vi sono terrazzamenti che digradano verso il centro. Il pianoro centrale è stato ricoperto da colate laviche e mostra quindi un'albedo minore delle zone circostanti, assumendo un colore più scuro.
Al centro del pianoro vi è una formazione montuosa comprendente un picco centrale, che ad ovest e circondato da una corona semicircolare di colline, situata circa a metà tra il centro e l'inizio delle pendici. Questa corona di colline forma dei rilievi irregolari per forma e distribuzione sulla superficie lavica. Tra queste colline si trovano anche alcune sottili rimae, soprattutto nella parte orientale del pianoro interno. L'interno è marcato da alcuni minuscoli impatti e da uno un poco maggiore, è un cratere a tazza vicino al bordo orientale.
Il cratere è dedicato ai fisici statunitensi Arthur Compton e Karl Compton.

## Crateri correlati
Alcuni crateri minori situati in prossimità di Compton sono convenzionalmente identificati, sulle mappe lunari, attraverso una lettera associata al nome.
| Compton | Coordinate             | Diametro (in km) |
| ------- | ---------------------- | ---------------- |
| E       | 55°22′12″N 113°14′24″E | 17,75            |
| R       | 52°31′12″N 91°03′36″E  | 34,37            |
| W       | 58°34′48″N 96°36′00″E  | 15,38            |